# Теракт в Бир-эль-Абде
Теракт в Бир-эль-Абде — террористический акт, совершенный в пятницу 24 ноября 2017 года во время пятничной молитвы в суфийской мечети в населённом пункте Бир-эль-Абд в 40 км от города Эль-Ариш, Северный Синай, Египет. В результате взрыва и последующей стрельбы погибли по меньшей мере 311 человек, включая 27 детей, 128 получили ранения. Этот теракт стал самым крупным в новейшей истории страны.

## Атака
По данным местных СМИ, террористы подъехали к мечети на четырёх внедорожниках. Один из них вошёл в мечеть и подорвал бомбу. Его сообщники открыли огонь по уцелевшим прихожанам. Террористы также открыли огонь по приехавшим на место теракта машинам скорой помощи.
Ни одна террористическая организация не взяла ответственность за этот теракт, однако, по некоторым сообщениям, виновные в теракте — Вилаят Синай, отряд ИГ на Синайском полуострове.
25 ноября от египетской прокуратуры поступило сообщение, о том что у террористов были найдены флаги Исламского государства.

## Жертвы
В результате нападения погибло более 300 человек, более 130 человек ранены. Полиция заявила, что пострадавшие были распределены в местные больницы, поскольку вооружённые силы страны заблокировали пути выезда из населённого пункта.

## Реакция
В Египте был объявлен трёхдневный национальный траур.